# MegaMan NT Warrior
MegaMan NT Warrior (jap. ロックマン。EXE Rockman.EXE, 2002–2006) – anime opracowane na podstawie serii gier MegaMan Battle Network. Jest to drugi serial animowany oparty na grach z serii MegaMan od studia Capcom. Pierwszą produkcją był nigdy nieemitowany w Polsce serial animowany zatytułowany Mega Man z 1994 r., wyprodukowany przez studio Ruby-Spears oraz Ashi Productions oraz oparty na klasycznej serii MegaMan.

## Fabuła
Opowieść skupia się na kilkunastoletnim chłopcu imieniem Lan Hikari (oryg. Netto Hikari), mieszkającym w mieście DenTech (oryg. DenTech City, Ahikara City) w niedalekiej przyszłości (XXI wiek). W świecie Lana jedną z podstawowych rozrywek są walki sieciowe, w których walczą programy zwane NetNavigatorami (w skrócie Navi) będące zaawansowanymi formami sztucznej inteligencji bardzo przypominającymi istoty ludzkie.

### NetNavigatorzy
Ci, którzy nie mogą sobie pozwolić na własnego Navi posiadają zwykle tzw. Core Navi, których wygląd jest niezmienny. Jednakże większość osób posiada swoich własnych NetNavigatorów głęboko spersonalizowanych, w każdym calu dostosowanych do potrzeb właściciela. Urządzenie, które służy przechowywaniu Navi nazywane jest PET (oryg. PErsonal Terminal – terminal osobisty). Do walki Navi potrzebuje chipów bojowych, które zmieniają parametry danego Navigatora, takie jak dodatkowe wyposażenie, czy jego właściwości. Nazwa „chip” jest gruncie rzeczy trochę szumna, gdyż chip bojowy nie przypomina czystego układu scalonego, lecz raczej konsolowy kartridż z grami, czy właśnie rozszerzeniami gier lub kartę pamięci do PSP/Aparatu itp.

### Megaman
Lan posiadał zwykłego Navigatora, jednak pewnego wieczoru otrzymał od swojego taty (Yuuichirou Hikari) list z płytą w środku. Po załadowaniu jej do PET-a dopiero na drugi dzień spostrzegł, iż jego PET ma nowego mieszkańca, właśnie Megamana. Megaman to navigator wyglądający raczej na zwykłego chłopca niż wojownika, posiada jednak zdolności, których niejeden inny Navigator by mu pozazdrościł, np. zmianę stylu która zwiększa jego: atak, obronę i prędkość z jaką się porusza. Zależy to od wyboru stylu. Style dają mu także nowe wyposażenie (np. miotacz płomieni czy dębową tarczę), w dalszych sezonach jednak traci tę zdolność, na rzecz tzw. „Double Soul” pozwalającego mu wykorzystywanie umiejętności innych NAVI.

### Przyjaciele
Lan wraz ze swoimi przyjaciółmi: Maylu Sakurai (jap. Meiru Sakurai), Dex (jap. Dekao Oyama), Yai Ayano (jap. Yaito Ayanokouji), Tory Froid (jap. Tohru Hikawa) i ich Navigatorami ratują miasto przed grupą przestępców znaną pod nazwą Trzecim Światem, który został przez Lena zniszczony.
W serialu pojawia się także Chaud Blaze (jap. Enzan Ijuin), który jest synem właściciela firmy BlazeQuest, przez co zawsze stara się dopiec Yai, twierdząc, że firma jej ojca jest „drugorzędna”. Chaud i jego Navi Protoman (jap. Blues) są osobistymi rywalami (a także bliskimi przyjaciółmi) Lena i Megamana.

## Typy PET
W różnych seriach pojawiają się różne typy P.E.T.
- Plug-in PET – PET z pierwszych dwóch serii. Oprócz przechowywania NetNavi posiada opcje e-maila, telefonu i organizera.
- Advanced PET – Wersja PET pojawiająca się w serii MegaMan NT Warrior Axess. Posiada możliwość bezprzewodowego podłączania NetNavi.
- Advanced PET 2 – PET stworzony specjalnie dla Lana by mógł używać silniejszego Cross Fusion (pl. Cyber Fuzja).
- Progress PET – 3 PET stworzony specjalnie dla Lana, Chauda i Raiki w serii Rockman.EXE Stream. Nie trzeba do nich ładować Chipów.
- Link PET – PET używany w seriach Rockman.EXE Beast i Rockman.EXE Beast+, posiada możliwość wyświetlania hologramu NetNavigatora (hologram jest mniejszy od oryginału o ok. 95%)

## Bohaterowie

### Pozytywni
- Lan Hikari (jap. Netto Hikari) – Operator Megamana. Zawsze znajdzie czas na bitwę sieciową lub walkę z organizacjami Net-Crime, jednak na jego liście priorytetów na pierwszym miejscu znajduje się jedzenie. Więź łącząca go z Megamanem jest bardzo silna, co można zauważyć w zachowaniu Lana, po tym jak MegaMan został skasowany przez Pharaohmana, oraz gdy Megamanowi grozi niebezpieczeństwo. W serii Axess zostaje jednym z Net Saviorów (Strażników Sieci), obrońców sieci, a później został wybrany przez Duo, jako jeden z obrońców całej Ziemi. Między nim a Maylu coś iskrzy. Jego amerykańskie imię jest oparte na wyrazie „LAN” oznaczającym sieć lokalną. Jego japońskie imię jest oparte na słowie „Net” oznaczającym po angielsku „Sieć”.
- Chaud Blaze (jap. Enzan Ijuin) – Rywal Lana i operator Protomana. Uważa, że jest najlepszym Net-Battlerem. Chaud nie zaznał prawdziwego dzieciństwa. Dawno temu stracił matkę, a później jego ojciec zrobił go Wiceprezesem IPC (Blaze Quest). Tak jak Lan, został Net Saviorem i obrońcą Ziemi.
- Maylu Sakurai (jap. Meiru Sakurai) – Operatorka Roll. Przyjaciółka Lana z dzieciństwa. Choć nie została Net-Saverem, też została wybrana przez Duo. Dzięki zamianie psa Rasha w Synchro-Chip ma możliwość Cyber Fuzji. Między nią a Lanem coś iskrzy. Jej imię jest oparte na wyrazie „Mail”. Tak naprawdę nie zna prawdziwego pochodzenia Roll.
- Dex Ogreon (jap. Dekao Oyama) – Najlepszy kumpel Lana i operator Gutsmana. Jest dobrym Net-Battlerem, ale używa za dużo siły a za mało strategii. Jest zakochany w Maylu i zazdrości Lanowi.
- Yai Ayano (jap. Yaito Ayanokouji) – Córka prezesa firmy AyanoTech i Operatorka Glide’a. Jest bardzo bogata. Posiada własne samoloty, samochody i domek na drzewie w którym mieści się nowoczesna sala do walk sieciowych. Jej ulubionym napojem jest mleko truskawkowe. Niektórzy uważają, że ma tłustą cerę. Ma wielkie czoło, co denerwuje ją to, gdy ktoś jej zwraca na to uwagę. Wydaje się być zakochana w Chaudzie i kłóci się o niego z Anettą.
- Tory Froid (jap. Tohru Hikawa) – Operator Icemana. Jego ojciec pracuje w wodociągach. Przyjaciel Lana.
- Mr. Higsby (jap. Yamitarō Higure) – Operator Numbermana. Kolekcjonuje rzadkie Chipy Bojowe (właściwie to ma obsesje na punkcie ich, doskonałym przykładem jest odcinek 4 „Count to Three”, gdzie blokuje system szkoły, by zmusić do walki Yai i Glide’a, którzy posiadają rzadkie chipy) i prowadzi sklep z Chipami. Jest zakochany w Pani Mari, i konkuruje z Maysą.
- Raika (jap. Laika) – Operator Searchmana, pochodzi z Sharo (odpowiednik Syberii). Pojawia się w serii Axess, jest jednym z Net Saviorów. Zazwyczaj jest bardzo zdyscyplinowany, ale czasami potrafi okazać serce. Na początku sądził, że najważniejsza w walce jest inteligencja i z tego względu Cyber-Fuzja nie jest niezbędna do zwycięstwa. Później jednak sam jej dokonał. Również został wybrany przez Duo.
- Misaki Gorou – stary przyjaciel Lana i operator Prismana. Stał się zły poprzez użycie złego Synchro-Chipu do użycia Cyber-Fuzji przez Pannę Yuri. W odcinku Ms. Yuri’s Mission zostaje uderzony przez Złego Protomana i strącony z mostu. Pojawia się pod koniec serii Stream.
- Anetta – przyjaciółka Chauda i operatorka Silk. Silk została skasowana i Anetta obwiniała za to Chauda, ale odkryła prawdę. Wydaje się w Chaudzie zakochana i walczy z Yai o niego.
- Shuko – operatorka Spoutmana (jap. Aquaman). Była nazywana „najbardziej pechową dziewczyną”. Dzięki Higsby’emu staje się optymistką i pracuje w sklepie z chipami.
- Panna Mari (jap. Mariko Oozono) – nauczycielka klasy Lana i bliźniacza siostra panny Yuri. Jest zakochana w Komandorze Beef, nie wiedząc, że to Maysa.
- Tamako – operatorka HeavyMetalMana. Robi walki w sieci o coś. Najczęściej walczy z Lanem.
- Sal/Czarna Róża (jap. Saloma) – agentka sieci i operatorka WoodMana. Prowadzi sklep z kwiaciarnią, podczas misji agentów Sieci jest znana jako „Czarna Róża”.
- Miyu/Misteryu (jap. Kuroi Miyuki) – agentka sieci i operatorka SkullMana. Jest wróżbitką i prowadzi sklep z antykami. Jej przepowiednie często się sprawdzają. Podczas misji Agentów Sieci jest znana jako „Misteryu”.
- Maysa/Komandor Beef (Wołowina) (jap. Bīfu Shirei) – agent sieci i operator SharkMana. Często gada o rybach i wapniu. Jest zakochany w Mrs. Mari i to jest główną przyczyną spięć między nim a Higsby’m.
- Ribbita (jap. Kero Midorikawa) – reporterka i operatorka ToadMana. Prezenterka zawodów gier sieciowych N1.

### Negatywni
- Pan Wily – przywódca Trzeciego Świata. Chciał posiąść Pharaohmana. Operator Blastermana i Stonemana (chociaż oni słuchają tylko jego rozkazów to nie mają operatora). Gdy Pharaoman dokonał samodestrukcji, baza Trzeciego Świata eksplodowała i wszyscy myśleli, że Pan Wily zginął. Okazuje się jednak, że to on był prawdziwym przywódcą organizacji Grave i cały czas pociągał za sznurki, kierując działaniam organizacji z ukrycia. Zniknął po zniszczeniu Gospela. W serii Axess okazuje się, że to on wychowywał pannę Yuri i doktora Regala po uderzeniu meteoru w samolot. Powraca w serii Stream i pomaga w pokonaniu Duo.
- Pan Match (jap. Kenichi Hino) – Operator Torchmana (później Heatmana). Pracuje dla Trzeciego Świata. Powraca w serii Axess, pomaga Lanowi w pokonaniu Plantmana. Przy okazji walki z nim odzyskuje Torchmana.
- Maddy (jap. Madoi Iroaya) – Operatorka Wackomana. Pracuje dla Trzeciego Świata. Lubi obrażać wszystkich dookoła, a najbardziej Maylu i Yai.
- Hrabia Zapp (jap. Elec Hakushaku) – Operator Elecmana. Pracuje dla Trzeciego Świata. Brat pana Gaussa.
- Yahoot (jap. Mahajorama) – Operator Magicmana. Jedyna postać w anime, która nigdy nie otwiera swoich oczu. Jest popularny w telewizji, gdzie prowadzi program, praktykuąc jogę. Pracuje dla trzeciego świata. Po rozpadzie organizacji prowadzi restaurację Curry.
- Panna Yuri (jap. Yuriko Oozono) – rozprowadza złe chipy. Bliźniacza siostra panny Mari. W odcinku „Ms. Yuri’s Mission” zostaje strącona z mostu wraz z Misakim przez Dark Protomana, ale przeżyła upadek. Operatorka Spikemana. W serii Stream przechodzi na stronę dobra. Wybrana i „udoskonalona” przez Duo (potrafiła np. szybciej się regenerować).
- Doktor Regal – szpieg SciLabu, od kiedy meteor uderzył w samolot. W ostatnim odcinku serii Axess został wtrącony do Undernetu. Powrócił w serii Stream, zginął w ostatnim odcinku, próbując posiąść moc Duo. W filmie pełnometrażowym znalazł uśpiony program dziadka Lena.

### Net Nawigatorzy

#### Dobrzy nawigatorzy
- Megaman (jap. Rockman) – Nawigator Lana. Jego podstawową bronią jest „Mega Miotacz” (Rock Buster lub Mega Buster). Później, zdobywa serię różnych zmian. Od Zmiany Stylu – prostej zmianie żywiołu i statystyk, poprzez Soule i Crossy – zdobywanie umiejętności i częściowego wyglądu innych navi, aż do niesamowitych Beast-Outów – łączenia się z Cyber-Bestiami. W grach jest bratem Lana o imieniu Hub, który umarł na chorobę serca, ale został odtworzony przez jego ojca. Imię Hub jest wzięte od słowa „Hub” – części sieci lokalnej. Jest zakochany w Roll. W serii Stream dowiaduje się, że Trill to jego młodszy brat.
- Protoman (jap. Blues) – Nawigator Chauda. Jego podstawowymi broniami są wszelkie rodzaje Cyber-mieczy. Jego najsilniejszy atak to „Promień Delta”. Jest mało rozmowny i bardzo lojalny wobec Chauda. W odcinku „Nebula’s Secret Base” zostaje Darkloidem przez użycie Złego Chipu, ale w odcinku „Protoman Returns” zostaje wyleczony z Aury Zła przez Chip-Szczepionkę i ponownie zostaje NetNavigatorem Chauda.
- Rakell „Roll” Caydyes – Nawigatorka Maylu. Jej strój do walki jest różowo-czarny. Jej podstawowa broń to serco atak, ale posługuje się też sztukami walki. Jest córką Władców Kodów i Świata Wieczności. Ma siostrę Raff. Jest bardzo bogata. Jest prezeską firmy z kodami „Caydyes Forth”. Jest zakochana w Megamanie. Czasami była o niego zazdrosna, gdy w pobliżu Megamana była Medi (nawigatorka Yasmine). Później Medi stała się jej przyjaciółką. Wraz z Raff opiekowała się Trillem.
- Gutsman – Nawigator Dexa. Jest żółto-czerwony. Jego podstawowy atak to „młot”.
- Glide – Nawigator Yai. Jest kimś w rodzaju lokaja i nie ma specjalnych zdolności bojowych.
- Iceman – Nawigator Tory’ego. Jego podstawowy atak to „cyberśnieżyca”.
- Rafaella „Raff” Caydyes – solo nawigatorka. Siostra Roll. Jest wiceprezeską firmy „Caydyes Forth”, w której zajmuje się instalowaniem każdego kodu. Tak samo jak Roll zna świetnie sztuki walki. Jest zakochana w Protomanie.
- Sharkman – Nawigator Kapitana Wołowiny (Meysy, agenta sieci). Ma kolor niebieski. Jego ulubiony atak to „płetwo-ostrze”.
- Numberman – Nawigator Higsby’ego. Uwielbia liczyć. Jest koloru żółto-biało-zielonego. Atakuje wielkimi kostkami, które eksplodują (siła wybuchu zależy od liczby która wypadnie). Jest zakochany w Raff.
- Woodman – Nawigator Sal (agentki sieci – Czarna Róża). Kocha naturę. Wygląda jak wielki pień. Jego ulubiony atak to „drewniana wieża” (Wood tower).
- Skullman – Nawigator Miyu (agentki sieci – Misteryu). Uwielbia wszystkich straszyć. Jego ulubionym atakiem jest „upiorny ogień” oraz „kościsty bumerang”.
- Searchman – Nawigator Raiki (agenta sieci). Bardzo lojalny swemu NetOperatorowi. Wykonuje jego rozkazy, choć w odcinku „SearchSoul!” złamał rozkaz Raiki, gdyż chciał uratować Megamana z rąk Desertmana. Jest uzbrojony w działo dalekiego zasięgu.
- Heavy Metalman – Nawigator Tamako. Posiada parę pił umieszczonych na ramionach i wyrzutnię rakiet.
- Spoutman – Nawigator Shucko. Zawsze próbuje pocieszyć swoją operatorkę. Gdy płacze, wywołuje wielką powódź.
- Junk DataMan – solo nawigator żyjący w atmosferze Ziemi. Posiada liczną kolekcję śmieci i wciąż je zbiera. Posiada zdolność odpychania śmieci (zupełnie jak magnes).
- Medison „Medi” Parish – net nawigatorka. Pojawia się w serii stream. Na początku ona i Roll się nienawidziły, gdyż Medi była zakochana w Megamanie i wraz z Roll się o niego kłóciły. Potem Medi przestała cokolwiek do niego czuć. W późniejszym czasie zaprzyjaźniła się z Roll.
- Trill – młodszy brat Megamana. Ma wielką moc, której użył Megaman, by pokonać androidy. Jest bardzo przywiązany do brata i Roll.
- Hirsa Caydeys – solo nawigatorka. Matka Roll i Raff. Władczyni Świata Wieczności oraz tajnych kodów na moce.
- Dursman Caydeys – solo nawigator. Ojciec Roll i Raff. Władca Świata Wieczności oraz tajnych kodów na moce. To on wraz z Megamanem skasował Nebulę.
- Wyrocznia – przepowiada przyszłość. Wie o wszystkim co dzieje się w Cyber Świecie. To od niej Megaman dowiedział się, że jest bratem Trilla. Znała rodziców Megamana.
- Almersa – matka Megamana i Trilla. Z powodu stracenia danych została automatycznie skasowana, po urodzeniu Trilla. Nigdy nie wystąpiła w serialu.
- Hiroshman – ojciec Megamana i Trilla. Po skasowaniu Almersy oddał Trilla do ich ciotki, gdyż został zamknięty przez stare androidy. Lecz powraca, by znaleźć synów.
- Korra – ciotka Megamana i Trilla. Wychowywała Trilla a potem odesłała go do Cyber Świata. Pojawia się w serii Beast.

#### Źli Nawigatorzy

##### Nawigatorzy (seria 1)
- Stonemen – Solo nawigator, w rzeczywistości jego operatorem był Dr. Willy. Wspólnik Blastermana, najlepszy wojownik trzeciego świata. Jest bardzo wolny, ale za to twardy i silny. Posiada także umiejętność regeneracji.
- Blastermen (jap. Bombman) – Solo nawigator, w rzeczywistości jego operatorem był Dr. Willy. Wspólnik Stonemana, najlepszy wojownik trzeciego świata. Jest mniej wytrzymały od partnera, ale za to znacznie szybszy.
- Torchman (jap. Fireman) – Nawigator Mr. Matcha. Jest koloru czerwonego. Ma na głowie białą pochodnię. Jego ulubiony atak to „wieża ognia” (Flame Tower). Po walce z Freezemanem został zniszczony, jednak Mr. Famous (pl. Sławny) go odnowił i dał mu imię „Heatman”. W serii Axess Heatman zostaje ranny i Sławny go odnawia, przez co Heatman powraca w starej formie.
- Wackoman (jap. Colorman) – nawigator Maddy (jap. Madoi). Z wyglądu przypomina pajaca, na kuli. Ataki typu „Wieża wodna” (Aqua Tower) czy Wieża Ognia (Flame Tower) puszcza, w postaci swoich mniejszych sobowtórów, o trochę innych kolorach.
- Elecman – nawigator Hrabiego Zappa. Jego podstawowy atak, to „Elektrobłysk”. Na plecach ma generatory, którymi odnawia dane.
- Magicman – nawigator Yahoota. Zazwyczaj broni się wirusami i używa najczęściej ataku „Magiczny Ogień” (Fire Magic).
- Pharaohman – stworzony przez dziadka Lana i jego pomocników, do kontroli danych. Zbuntował się i chciał zawładnąć całym światem, wiec został zamknięty na dwadzieścia lat. Podczas walki Megamana z Protomanem, na zawodach N-1 dwa P.A (Program Advance – Super Programy) obudziły go. Skasował Megamana, gdy ten ratował Protomana. Gdy Mr. Willy zaproponował mu współpracę, Pharaohman sprzeciwił się i zniszczył samego siebie. Później jego dane odrodziły się w postaci Bassa. Powraca w serii Stream.

##### Nawigatorzy Grave (seria 2)
- Grave VirusBeast (jap. Gospel, pol. Wirusobestia) – bestia zbudowana z samych bugów (błędów, wirusów). Pochłaniał nawigatorów, by zwiększać swoją moc. Została zniszczona przez Megamana.
- Magnetman – nawigator pana Gaussa, brata Hrabiego Zappa. Zawsze w rodzinie Zappów, był uważany za lepszego, od swojego brata. Magnetman jest wielkim magnesem z rękami. Jego atutową techniką jest możliwość, tworzenia swego klona i jednoczesny atak z dwóch stron. Zostaje skasowany przez Megamana. Jak się okazuje, zostaje potem odbudowany i powraca w serii Axess. Zostaje jednak łatwo pokonany i trafia do więzienia.
- Freezeman – przyjaciel Icemana, jeden z dowódców Grave. Silny i jednocześnie honorowy. Jego pierwsza walka z Megamanem miała miejsce, na stworzonej przez niego arenie, aby każdy z nich miał równe szanse. Parokrotnie zostaje pokonany przez Heatmana, za zemstę skasowania Torchmana (jap. Fireman). Po jednej z takich porażek, ciężko ranny zostaje skasowany przez Shadowmana.
- Cutman – jeden z członków Grave. Kiedy Quickman odmawia wykonania rozkazu, ujawnia się chcąc wykonać za niego jego robotę. Zostaje jednak łatwo skasowany przez Megamena. Później jego pięcioro braci próbuje się zemścić za jego „śmierć”, ale bezskutecznie.
- Airman – nawigator Arashiego. Włamał się raz do systemu wentylacyjnego Ayano, głównie po to, by zrobić dywersję. Jego podstawowym atakiem jest tornado. Został również wchłonięty przez Gospela.
- Shadowman – nawigator Dark Miyabi. Pracuje tylko na płatne zlecenie. Jego misją było skasowanie Megamana. Następnie pojawia się w serii Axess. Nawet po upadku swoich pracodawców, nadal próbuje wykonać zlecenie. Został skasowany przez Searchmana. W serii Stream zostaje odtworzony przez Dr. Willyego i zyskuje operatora. Pomaga w pokonaniu Duo.
- Planetman – silny i tajemniczy nawigator, który opanował bazę księżycową. Jego powiązania z Grave nie są pewne. Zostaje zniszczony w pojedynku z Megamanem. Jednakże po jego „śmieci” z jego cząstek wystrzeliwuje się obiekt który opuścił sieć. Możliwe więc że pojawi się w przyszłości.
- Moltanicman (jap. Napalmman) – pomocnik Księżniczki Światła i Knightmana. W rzeczywistości był członkiem Darkland’s Net Navi, a jego misją było zniszczenie kraju od środka. Należał również do Grave. Poddał Glyde’a i Knigtmana praniu mózgu, zwalając na nich ataki sabotażu. Skasowany przez Megamana i Knightmana. W MM Battle Network 5 jest navigatorem człowieka o imieniu Fyrefox. Obydwaj należeli do oddziału mającego na celu pokonanie Nebuli.
- Drillman – solo nawigator. W walce używa swoich olbrzymich wierteł. Zostaje wysłany z misją zniszczenia danych, potrzebnych do skonstruowania nowego PET-a. Zostaje łatwo skasowany przez Protomana.
- Bass (jap. Forte) – nawigator powstały z danych Pharaohmana jednak bez pamięci. Potrafił się oprzeć atakowi Gospela jednak gdy próbował „stać się jednym z nim” Gospel wchłonął Bassa. Po zniszczeniu Wirusobestii Bass połączył się z Robotem KidGrave. Pojawia się w serii Axess i uwalnia Shademana. Powraca w serii Stream i w ostatnim odcinku zabija Slur, po czym zostaje wtrącony do undernetu. Pojawia się w filmie pełnometrażowym gdzie "śpi" w Undernecie
- Snakeman – jeden z operatorów Ms. Millionare. Zarządza rozgrywki Net Battler Game, dostarczający rozrywki Ms. Millionare. Jednym z ich uczestników był Megaman, który pokonał go w walce, przez co prawdopodobnie stracił swą posadę. Nie ma nic wspólnego z Gravem.
- Life Virus (Dream Virus) – inteligentny wirus, będący powodem niepowodzenia jednego z eksperymentów ojca Lena. Nie ma nic wspólnego z Gravem. Zostaje zniszczony dzięki Megamanowi.

##### Darkloidy (Seria Axess)
- Shademan – Net Navigator stworzony na styl wampira, wspólnik Dr. Regala, podczas pewnej walki z Megamanem (w serii Stream) za pomocą jego ataku ukąszenia, powstał Dark Megaman (jap. Dark Rockman). Rozdawał swym pomocnikom Dark Chipy za dobrze wykonaną robotę. Został usunięty z tronu przez Laseramana i zmieniony w Cyber-kamień. Gdy pojawił się Bass, uwolnił Shademana i były lider Darkloidów postanowił zemścić się na Regalu. Został skasowany przez Dr Regala, który połączył się z Lasermanem. W serii Stream zostaje wskrzeszony i za pomocą tunelu czasowego zmienia bieg historii, przez co Darkloidy przejmują władzę nad światem. Ostatecznie Megaman przywraca właściwy bieg wydarzeń.  Jego atak to fala dźwięku, do obrony używa swoich skrzydeł.
- Beastman (SavageMan) – nawigator Takeo(w serii Stream). Do ataku używał ostrych jak brzytwa szponów. Został pokonany, gdy Lan po raz pierwszy użył Synchro Chipu. Później został, tak jak inne Darkloidy wskrzeszony i zaatakował Kontrolę X. Został skasowany przez Megamana, który użył Duszy Proto.
- Bubbleman – solo navi. Jego charakterystyczną cechą, jest to, ze ciągle powtarzał słowo „puku” (pl. „bul”). Atakował on bąblami, w których kryły się wodne wirusy komputerowe. Jest trochę ciamajdowaty, przez co rzadko kiedy udaje mu się wykonać misje i często sam sobie wyrządza krzywdę. Jako jedyny z Darkloidy’ów pozostaje do końca wierny Shademanowi. Pod sam koniec serii Axess pomaga w pokonaniu Lasermana, mimo to nadal utrzymuje że jest tym złym. W serii Stream Megaman wraz z przyjaciółmi próbują nakłonić go do przejścia na stronę dobra, jednak Bubbleman odmawia i kiedy Shademan powraca dołącza do niego.
- Flashman – został wylogowany, podczas gdy Megaman pierwszy raz użył „Roll Soul”. Skasowany później przez nadmiar Dark Chipów. Został wskrzeszony przez Lasermana i wraz z innymi zaatakował Kontrolę X. Ostatecznie został skasowany wraz z Sparkmanem przez Megamana, który użył Duszy Roll. Jego atak to neonowe (elektryczne) kule
- Bowlman – został wylogowany, gdy Lan i reszta byli na kręglach. Lan wylogował go, podczas walki, w strefie wymiaru. Później został, tak jak inne Darkloidy, wskrzeszony i zaatakował Kontrolę X. Został skasowany przez Megamana, który użył Duszy Metalu. Jego ataki to "KręgloBoomer"- wybuchowa kula do kręgli oraz kręgle – samonaprowadzające rakiety.
- Plantman – został wylogowany, podczas gdy Megaman po raz pierwszy użył „Torch Soul”. Później wraz ze zresetowanymi Darkloidami próbował zniszczyć Kontrolę X, ale został skasowany przez Megamana, który użył Duszy Wiatru. Jego broń to rośliny.
- Burnerman – kilkakrotnie walczył z Megamanem. Po raz pierwszy został pokonany przez niego poprzez użycie „Guts Soul”, a po raz drugi został wylogowany przez Lana w pierwszej walce w strefie wymiarów. Potrafi kontrolować gaz ziemny, jego najlepszym atakiem jest Strumień ognia, często też szarżuje na przeciwnika używając dopalaczy. Został skasowany przez Megamana, gdy ten użył pierwszy raz Spout Duszy. Został wskrzeszony przez Lasermana i wraz z innymi zaatakował Kontrolę X. Ostatecznie został skasowany przez Searchmana.
- Spikeman (jap. Needleman) – nawigator Panny Yuri (jap. Yuriko) pomagał jej rozprowadzać Dark Chipy. Charakterystyczną cechą jest to, że wciąż powtarza „shashashashasha”.Do ataku używa on kolców rozmieszczonych na całym ciele.
- Desertman – solo net nawigator, wygląda jak potwór z piasku. Uwielbia atak „lwia głowa”, potrafi także zrzucać piaskowe bryły i tworzyć leje piaskowe. Został skasowany, przez Flashmana, gdy ten był uwięziony w Sci-Labie do badań nad chipem-szczepionką. Został wskrzeszony przez Lasermana i wraz z innymi zaatakował Kontrolę X. Ostatecznie został skasowany przez Megamana, który użył Guts Soul.
- Videoman – silny a zarazem inteligentny darkloid, którego pokonał Raika i Serchman by udowodnić swoją wyższość nad Lanem. Za pierwszym razem Lan miał z nim problemy, o mało nie został uduszony przez jego taśmę video, lecz w ostatniej chwili zniknął, gdy Searchman zniszczył generator strefy wymiarów. Został skasowany przez Megamana i Protomana. Później został wskrzeszony przez Lasermana i wraz z innymi zaatakował Kontrolę X. Ostatecznie został skasowany przez Megamana, który użył Duszy Drzewa. Do ataku używał on taśmy video, potrafił także "cofać" ruchy przeciwnika.
- Gravityman – nawigator mający wygląd latającej kuli. Używał ataków grawitacyjnych- potrafił zmniejszać grawitację, wyrzucając przeciwników w górę lub zwiększać, przygniatając ich do ziemi. Wahania grawitacyjne stanowią także świetną tarczę przed atakami. Został zniszczony przez Megamana. Później został wskrzeszony przez Lasermana i wraz z innymi zaatakował Kontrolę X. Ostatecznie został skasowany przez Searchmana, który użył swej broni.
- Sparkman – silny i sprytny darkloid, za pierwszym razem nawet Megaman i Protoman nie mogli go pokonać. Został wylogowany przez Megamana gdy ten użył Blues Soul. Później został, tak jak inne Darkloidy wskrzeszony i zaatakował Kontrolę X. Został skasowany wraz z Flashmanem przez Megamana, który użył Duszy Roll. Używał ataków elektrycznych, potrafił także materializować cienie swoich wrogów i używać tych cieni przeciwko nim.
- Fridgeman – darkloid przypominający lodówkę. Mógł się zmieniać w potężny ciężar, uderzał on też górą lodową. Ostatecznie został skasowany przez Megamana i Mistmana. Później został, tak jak inne Darkloidy, wskrzeszony i zaatakował Kontrolę X. Został skasowany przez Searchmana, który użył swej broni.
- Swordman – jedyny Darkloid, który ma trzy osobowości. Każdy jego Miecz to jednocześnie broń i osobowość. Został przez Megamana i Mistmana. Później został, tak jak inne Darkloidy wskrzeszony i zaatakował Kontrolę X. Został skasowany przez Searchmana, który użył swej broni.
- Brightman – darkloid, który używał swym elektrycznych czułków do ataku. Ostatecznie został skasowany przez Megamana i Mistmana. Później został, tak jak inne Darkloidy wskrzeszony i zaatakował Kontrolę X. Został skasowany przez Megamana, który użył Duszy Latarni.
- Novaman – darkloid potrafiący tworzyć fale Meteorów. Został skasowany przez Megamana, ale potem został wskrzeszony przez Lasermana i zaatakował Kontrolę X. Ostatecznie został skasowany przez Megamana, który użył Guts Soul.
- Dark Protoman (jap. Dark Blues) – powstał, gdy Chaud użył Dark Chipa. Ostatecznie zniszczony i odmieniony z powrotem w Protomana (dobrego) przez Chauda i Lana.
- Laserman – potężny, inteligentny i charyzmatyczny darkloid. pierwszy raz pojawił się w walce z Shademanem. Zamknął Shademana na wieczność w cyfrowym lochu, został nowym liderem Darkloidów. Jest (prawdopodobnie) nawigatotorem Dr Regala. Ostatecznie został skasowany przez Megamana i Searchmana. Do ataków używał promieni energii, potrafił tworzyć fale meteorytów, miał ogromną siłę fizyczną- w japońskiej wersji (niecenzurowanej) anime w ostatnim odcinku najpierw odrywał Shademanowi ręce żywcem, następnie go skasował.
- Prisman – Nawigator Misakiego. Posiadał zdolność tworzenia pryzmatu. Skażony złym synchro-chipem.

##### Net Nawigatorzy (seria Stream)
- Duo – jest potężną istotą. Kiedy po raz pierwszy pojawili się przed nim Lan i Chaud polączeni ze swoimi nawigatorami, Duo chciał wiedzieć czym dokładnie jest Cyber-Fuzja. Chciał zniszczyć Ziemię, bo uważał ludzi za zagrożenie. Wybrał 13 ludzi i ich nawigatorów aby poddać całą planetę testowi. Nadał ludziom symbole na rękach, mogli oni dostrzec na niebie kometę Duo. Byli wśród m.in. Lan, Maylu Chaud, Raika, czy  Księżniczka Swiatła. Doktor Regal przejął symbole od wybrańców i próbował posiąść moc Duo. Przez chwilę był wszechmocny, jednak Duo okazał się za silny i doktor Regal zginął. Później Duo uznał, że Ziemianie nie zdali testu, rozdzielił nawigatorów od ludzi i chciał, aby nawigatorzy dołączyli do niego, a ludzie mieli zginąć. Jednak nawigatorzy stanęli w obronie ludzi. Duo cały czas chciał się dowiedzieć czym naprawdę jest Cyber-Fuzja. Wtedy Barrel zaproponował mu fuzję ze sobą. Duo się zgodził i postanowił nie niszczyć Ziemi.
- Slur – Net Nawigatorka i służąca Duo. Pokonała Bassa w drugim odcinku. Ma moc, która może się równać z mocą Bassa. Narobiła sobie wielu wrogów, a Bass był pierwszym, którego spotkała. W ostatnim odcinku zostaje brutalnie skasowana przez Bassa, który miał w sobie moc Nebula Grey.
- Asteroid Beastman – Net Nawigator. Miał takie same zdolności, co normalny Savageman.
- Asteroid Stoneman – Net Nawigator. Tak jak poprzedni Stoneman, jest twardy jak skała.
- Asteroid Desertman – Net Nawigator. Posiada takie same zdolności, jak u normalnego Desertmana.
- Asteroid Flashman
- Asteroid Videoman
- Asteroid Plantman
- Asteroid Fridgeman
- Asteroid Gravityman
- Asteroid Japanman
- Asteroid Blasterman
- Asteroid Airman
- Asteroid Brightman
- Asteroid Drillman
- Dark Megaman (jap. Dark Rockman) – powstał, gdy Shademan użył na Megamanie ataku ukąszenia (w 31 odcinku serii Stream). W następnym odcinku, Dr. Regal odseparował dobrą stronę Megamana od złej. Na podstawie ciemnej strony nawigatora stworzono Dark Megamana.
- Swallowman
- Cosmoman
- Blizzardman
- Cloudman
- Asteroid Novaman

### Zmiana Stylu
- Ognista Pięść – daje Megamanowi atrybut ognia, masywną, uzbrojoną pięść i ognisty miotacz.
- Drewniana Tarcza – daje Megamanowi atrybut ziemi (drewna), bardzo twardą tarczę i wiatrak.
- Styl Grupowy (Elektryczny) daje Megamanowi atrybut elektryczny, lampę-miotacz elektryczny i kompatybilność z innymi Navi (nie jest to jednak Double Soul).
- Styl Wodny – daje Megamanowi atrybut wody, różne ataki wodne oraz wysoką kompatybilność z miotaczami.
- Wiruso-styl (kiedy Bass zaraził Megamana) Styl o bardzo wysokim poziomie mocy, który został wykorzystany do walki z Gospelem.

### Double Soul
- Roll Soul – połączenie Megamana i Roll
- Torch Soul – połączenie Megamana i Torchmana; zwana także Duszą Latarni
- Guts Soul – połączenie Megamana i Gutsmana
- Number Soul – połączenie Megamana i Numbermana
- Heavy Metal Soul – połączenie Megamana i Heavy Metalmana; zwana także Duszą Metalu
- Search Soul – połączenie Megamana i Searchmana; zwana także Wielką Duszą
- Blues Soul – połączenie Megamana i Protomana
- Spout Soul – połączenie Megamana i Spoutmana
- Thunder Soul – połączenie Megamana i Thundermana
- Wind Soul – połączenie Megamana i Windmana; zwana również Duszą Wiatru
- Wood Soul – połączenie Megamana i Woodmana; zwana również Duszą Drzewa
- Junk Data Soul – połączenie Megamana i Junk Datamana; zwana także Duszą Śmieci
- Gyro Soul – połączenie Megamana i Gyromana
- Meddi Soul – połączenie Megaman i Meddi
- Aqua soul – połączenie Megaman i Spoutman

W filmie kinowym zostało pokazane połączenie Bass’a (jap. Forte) oraz Megamana (jap. Rockman). To nie jest Bass Soul. Bass Soul nigdy nie powstał, jest to FCR – Forte Cross Rockman.

### Cyber Fuzje
| Operator       | Nawigator   |
| -------------- | ----------- |
| Lan            | MegaMan     |
| Chaud          | Protoman    |
| Misaki         | Prisman     |
| Maylu          | Roll        |
| Panna Yuri     | Spikeman    |
| Dr. Regal      | Laserman    |
| Raika          | Searchman   |
| Tesla          | Magnetman   |
| Charlie        | Gyroman     |
| Princess Pride | Knightman   |
| Nenji          | Napalmman   |
| Jasmine        | Medi        |
| Dingo          | Tomahawkman |
| Dark Miyabi    | Shadowman   |
| Barrel         | Colonel     |
| BlackBeard     | Diveman     |
| Yuika          | Circusman   |

## Odcinki
- W Polsce serial był emitowany na kanale Jetix. Po raz pierwszy pojawił się: I seria – 7 lutego 2005 (26 odcinków), II seria – 1 maja 2006 (26 odcinków; seria zawiera pominięte początkowe odcinki), III seria (Axess; odcinki 53-75) – 4 grudnia 2006 (23 odcinki), III seria (Axess; odcinki 76-98) – 4 sierpnia 2008 (23 odcinki).
- Oryginalna wersja serialu składa się z dwóch serii, w sumie 56 odcinków. Wersja amerykańska zawiera jedynie 52 odcinki. Pominięte odcinki: 26, 27, 43 i 52. Kolejność odcinków jest trochę inna niż w wersji oryginalnej. III seria (Axess) w wersji amerykańskiej liczy 46 odcinków. Pominięte odcinki: 38, 39, 42, 43 i 45.

Serial ma kilka kontynuacji:
- Megaman NT Warrior Axess – 51 odcinków,
- Megaman NT Warrior Stream – 51 odcinków,
- Megaman NT Warrior The Movie – (Film pełnometrażowy),
- Megaman NT Warrior Beast – 25 odcinków,
- Megaman NT Warrior Beast+ – 26 odcinków.

W sumie powstało 209 odcinków serialu. Każdy odcinek trwa ok. 25 minut, oprócz Rockman.EXE The Movie, gdyż jest to film pełnometrażowy, oraz Rockman.EXE Beast+, gdyż w tej serii jeden odcinek trwa ok. 10 minut. Oprócz powyżej podanych kontynuacji, jest też nowa seria rozgrywająca się 200 lat później. Jest to „Ryuusei no Rockman” (Megaman Star Force). Anime jest oparte na grze o tym samym tytule. Od odcinka 76 w polskiej wersji Lan i Chaud podczas Cyberfuzji mówią głosem swojego NetNawigatora (ze względu na parę zmian w obsadzie oraz udźwiękowienia).

## Chipy Bojowe
Chipy bojowe pomagają NetNavim, dodają im bronie oraz ataki.
- Cyber Miecz (ang. Sword) – Podstawowy miecz. Nie za silny, ale mądrze użyty ma potężną moc. Gdy uaktywnisz chip to na ręce pojawia ci się oręż. W grach MMBN zabiera 80 HP.
- Bariera (ang. Barier) – Aura chroniąca przed wszelkimi atakami.
- Długi miecz (ang. Long Sword) – Kolejny miecz tym razem już bardziej zaawansowany, gdyż długością nadrabia siłę.

Gdy uaktywnisz chip to na ręce pojawia ci się oręż.
- Działo (ang. Cannon) – Zwykłe podstawowe działo o niezbyt dużym ataku. Gdy je uaktywnisz obok ciebie pojawia się działo, które mierzy i strzela w przeciwnika. W grze MMBN działko pojawia się na dłoni Megamana. W grze MMBN podstawowe działo zabiera 40 HP.
- Elektro ostrze (ang. Elec Sword) – Dość potężny oręż, lecz nie jest w stanie pokonać swojego poprzednika „elektro”. W grze MMBN zabiera 100 HP.
- Miniboomer (ang. Boomer) – Bardzo powszechna broń stosowana przez Net-Nawigatorów. Jest to mała bomba o dość dużym polu rażenia. Gdy uaktywnisz chip pojawia się „granat”, którym możesz rzucić. W grze MMBN zabiera 50 HP.
- Miotacz (ang. Buster) – Zwykła broń strzelająca. Bardzo powszechna. Gdy uaktywnisz chip pojawi się broń na ręce, z której strzelasz.
- Pułapka (ang. Ratton) – Chip polegający na zmyleniu, może też wybuchnąć. Gdy uaktywnisz chip pojawi się mysz która biega i myli przeciwnika, może wybuchnąć.
- Ogniste ostrze (ang. Fire Blade) – Płonące ostrze zadające wielki rany. Gdy uaktywnisz chip to na ręce pojawia ci się oręż. W grze MMBN zabiera 90 HP.
- Trójząb (ang. Trident) – Zaawansowany chip o dużym zasięgu ognia, ale także o dużej sile. Gdy uaktywnisz chip obok ciebie pojawia się wirus pirania, który mierzy i strzela w przeciwnika. W grze MMBN jeden strzał zabiera 60 HP.
- Yo-yo – Dość zmyślny chip. Wielofunkcyjne yo-yo to zębaty walec wyskakujący z napędu. Może służyć w ataku, ale również jak i w obronie czy w innych celach.Gdy uaktywnisz chip to na ręce pojawia ci się yo-yo które jest do twojej dyspozycji. W grze MMBN podstawowe yo-yo zabiera 40 HP w jedną stronę.
- Wodne ostrze (ang. Aqua Blade) – Dość zaawansowane defensywnie ostrze doskonale broni, jak i atakuje. Gdy uaktywnisz chip to na ręce pojawia ci się oręż.
- Elektro wstrząs (ang. Remobit) – Podstawowy atak. Gdy uaktywnisz chip obok ciebie pojawia się wirus który mierzy i atakuje przeciwnika. W grze MMBN podstawowy atak zabiera 80 HP.
- Kość (ang. Cube) – Chip działający podobnie jak miniboomer. Siła wybuchu zależy od oczek. Gdy uaktywnisz chip pojawi się kość, którą możesz rzucić.
- Cyber śnieżyca (ang. Ice wind) – Działa na zasadach normalnej śnieżycy tylko, że ta w świecie cyber. Gdy uaktywnisz chip pojawi się mocna śnieżyca.
- Elektro wirus (ang. Zap Ring) – Są to małe wirusy przypominające króliki. Gdy coś dotkną – wybuchają. Chip bardzo mało znany. Gdy uaktywnisz chip pojawią się wirus na twoje rozkazy. W grze MMBN podstawowy atak zabiera 60 HP i paraliżuje na jakiś czas.
- Lodowa kość (ang. Ice cube) – Jest to kość z ciężkiego lodu, która po trafieniu w cel rozpada się na części. Po uaktywnieniu pojawi się kość.
- Płomień (ang. Flame) – Skuteczny atak na roślinnych NetNavich. Gdy uaktywnisz chip pojawi się wirus, który zionie płomieniem w przeciwnika.
- Świeca (ang. Candle) – Chip obronny, gdy go aktywujesz otoczy cię aura płomieni, która może poparzyć przeciwnika.
- Tornado – Chip używany przez wielu nawigatorów. Ma on specjalny kod, gdyż 3 razy ten chip załadowany daje huragan chip o wiele mocniejszy. Gdy aktywujesz chip pojawi się maszyna, która działa na zasadzie wiatraka. Później pojawia się tornado. W grze MMBN jeden atak zabiera 100 HP.

## Megaman Battle Network
Do tej pory ukazało się piętnaście części gry, z czego tylko siedem po angielsku. Osiem gier zostało wydanych na Gameboy Advance, dwie na Wonderswan Crystal, dwie na telefony komórkowe z obsługą i-mode, dwie Arcade’owe, jedna na GameCube i jedna na Nintendo DS. Oto ich lista, w kolejności wydarzeń:
- Megaman Battle Network (Battle Network Rockman EXE) – pierwsza gra z serii, była ona dość niedopracowana i znacznie różniła się od reszty.
- Rockman EXE WonderSwan (Brak wydania angielskiego) – gra na konsolę przenośną Wonderswan Crystal. Opowiadała ona wydarzenia z Anime. W przeciwieństwie do większości gier, była ona tzw. Side-Scrollerem.
- Megaman Network Transmission (Rockman EXE Transmission) – gra na konsolę Nintendo GameCube. Tak jak Rockman EXE WonderSwan była ona Side-Scrollerem.
- Megaman Battle Network 2 (Battle Network Rockman EXE 2) – druga część głównej serii. Poprawiono w niej kilka rzeczy, oraz dodano możliwość Zmiany Stylu, pozwalająca na zmianę w jedną z 16 podstawowych form (4 typy i 4 żywioły), lub po pokonaniu wszystkich Navi V3 Styl „HubStyle” łączący możliwości wszystkich innych stylów.
- Megaman Battle Network 3 White/MegaMan Battle Network 3 Blue (Battle Network Rockman EXE 3/Battle Network Rockman EXE 3 Black) – Trzecia gra na GameBoy Advance. Dodała ona NaviCustomizer (urządzenie do zmiany ustawień Navi) oraz 3 nowe typy Zmiany Stylu. Wersje różniły się GigaChipami oraz Zmianami Stylu – Typ Ground był jedynie w wersji White, a typ Shadow jedynie w wersji Blue (Typ Bug był w obu wersjach). Ponadto w wersji Blue można było wyzwać na pojedynek Mr. Famousa i jego nowego NetNavi Punka.
- Rockman EXE N1 Battle (Brak wydania angielskiego) – Gra na WonderSwan Crystal. Od reszty drastycznie różniła się sposbem gry.
- Megaman Battle Chip Challenge (Rockman EXE Battle Chip GP) – Rockman.EXE N1 Battle została przeniesiona na GameBoya Advance z drobnymi zmianami.
- Megaman Battle Network 4 Blue Moon / MegaMan Battle Network 4 Red Sun (Rockman EXE 4 Blue Moon / Rockman EXE 4 Red Sun) – czwarta część gry na GameBoy Advance. Z zupełnie zmienioną grafiką i innym podkładem muzycznym gra zaskoczyła fanów serii. Gra zmieniła jeszcze jedną ważną rzecz. W BN4 zamiast przechodzić grę po kolei, gracz bierze udział w serii turniejów, które mają wyłonić najlepszego wojownika sieciowego na Ziemi. Pomiędzy turniejami pojawia się główna fabuła. W grze porzucono system Zmiany Stylu, a w zamian dodano DoubleSoul – możliwość przybierania formy podobnej do innego nawigatora. Żeby zdobyć wszystkie DoubleSoule trzeba było przejść grę co najmniej 3 razy.
- Rockman EXE 4,5: Real Operation (Brak wydania angielskiego) – gra pod względem fabuły nie mająca nic wspólnego z poprzednimi. Miała zmieniony system walki w którym można było jedynie dawać Navi komendy i przesyłać Chipy.
- Rockman EXE: Phantom of Network (Brak wydania angielskiego) – Gra na telefony komórkowe z funkcją I-mode. Pojawiło się w niej kilku bohaterów ekskluzywnych takich jak Mr. Hat, jego syn, Hatman, Jammingman i Cache.
- Rockman EXE: Legend of Network (Brak wydania angielskiego) – Sequel gry Rockman.EXE Phantom of Network.
- Rockman EXE The Medal Operation – japońska gra na automaty.
- MegaMan Battle Network 5: Team Colonel / MegaMan Battle Network 5: Team Protoman (Rockman EXE 5 Team of Colonel / Rockman EXE 5 Team of Blues)
- Megaman Battle Network 5 Double Team DS (Rockman EXE 5 DS: Twin Leaders) – Nintendo DS- gra nie różniła się znacząco od innych gier serii, główną zmianą były „Liberation Missions” – rozgrywane w formie turowej gry taktycznej próby wyzwolenia Internetu spod okupacji Darkloidów. Dodano także obsługę ekranu dotykowego, który pozwalał na edycje folderu z chipami i dostosowaywanie Navi (NetNaci Customizer). Miłym dodatkiem był też fakt, iż Megaman był widoczny na dolnym ekranie (znikał jednak po wysłaniu go do Sieci).
- Megaman Battle Network 6: Cybeast Gregar / MegaMan Battle Network 6: Cybeast Falzar (Rockman EXE 6: Denoouju Greiga / Rockman EXE 6: Denoouju Faltzer)
- Rockman EXE Battle Chip Stadium – Arcade
- Rockman EXE Operate Shooting Star – (nie jest planowane wydanie angielskie) sequel połączony z crossover’em (połączeniem światów) uniwersum Battle Network i Star Force, akcja rozgrywa się w pierwszej grze z serii Battle Network – Nintendo DS

Cała seria to „pod-seria” sagi Megaman. W oryginalnej sadze Megaman, Roll i Protoman oraz inni NetNavi są robotami, Lan, Mayl, Dex i inni nie istnieją, Dr Wily jest twórcą Bassa, a podział na świat prawdziwy / elektroniczny nie istnieje.